# Гин, Виктор Борисович
Ви́ктор Бори́сович Ги́нзбурский (Гин) (ивр. ויקטור גין‎; род. 17 января 1939, Гомель Белорусской ССР) — русский советский и израильский поэт и драматург, член Союза профессиональных литераторов России, лауреат премии Союза писателей Израиля, автор слов многих популярных советских песен, журналист.

## Биография
Виктор Борисович Гинзбурский родился в Гомеле в 1939 году в семье учителей математики и немецкого языка. Осенью того же года семья переезжает в город Белосток, только что в числе других территорий присоединённый к СССР по пакту Молотова — Риббентропа и ставший столицей Белостокской области Белорусской ССР. Отец будущего поэта назначается директором одной из городских школ.
Война застаёт семью в момент, когда отец находится в командировке. Мать с Виктором и его братом решает вернуться в Гомель, где у них остались родственники. Это решение едва не стало роковым в судьбе семьи, так как вскоре в городе оккупационным гитлеровским режимом было создано еврейское гетто, население которого было практически полностью уничтожено в конце 1941 года. Чудом, в основном благодаря решительности матери и прекрасному знанию ею немецкого языка, семье удалось перебраться в Орёл. Город также находился под фашистской оккупацией, и тот факт, что семье удалось прожить там 3 года и уцелеть, сам Виктор Гин комментирует так: «Мы — выходцы с того света».
После освобождения Орла семья воссоединяется и переезжает в Ленинград. Виктор, окончив среднюю школу, поступает в финансово-экономический институт, по окончании которого работает в Ленгипроводхозе. Вскоре поступает на заочное отделение филологического факультета Ленинградского университета, окончив который, преподаёт русский язык и литературу. С 1966 года публикуется в ряде изданий (журналы «Юность», «Нева», «Смена»; альманахи «День поэзии», «Молодой Ленинград»), посещает песенную секцию Союза композиторов.
Первый творческий успех пришёл к поэту в 1973 году, когда к нему обратился студент композиторского отделения консерватории Владимир Мигуля с просьбой написать текст к собственной мелодии. Первым исполнителем этой песни — «Поговори со мною, мама» — стала Валентина Толкунова. Этот успех позволил Виктору Гину расширить круг композиторов, в соавторстве с которыми он создал впоследствии более 400 песен. Песни на стихи Виктора Борисовича сочиняли такие популярные композиторы тех лет, как Валерий Гаврилин, Вячеслав Добрынин, Евгений Дога, Игорь Лученок, Яков Дубравин, Вячеслав Малежик, Георгий Мовсесян, Владимир Шаинский, Александр Морозов, Алексей Экимян и многие другие). Студия грамзаписи «Мелодия» выпустила 80 пластинок с этими песнями.

## Эмиграция в Израиль
В 1990 году Виктор Гин с семьёй переехал в Израиль. Проживал в городе Кфар-Саба, работал редактором местной муниципальной русскоязычной газеты, выступал с авторскими концертами в Израиле и других странах: США, Германии, Англии, России.
С 2005 года живёт в Иерусалиме. Автор четырёх поэтических книг. За книгу «Пьесы, либретто» в 2010 году стал Лауреатом литературной премии Израиля (премия им. Давида Самойлова).

## Наиболее известные песни

Виктор Борисович Гин

- А жизнь летит (Я. Дубравин), исп. Александр Чепурной
- Байкал-Амур (А. Морозов), исп. Эдуард Хиль
- Баллада о Тане Савичевой (Е. Дога)
- БАМ (А. Морозов), исп. Эдуард Хиль
- Белая дорога (А. Морозов), исп. Эдуард Хиль
- Большой привет с большого БАМа (А. Морозов), исп. Эдуард Хиль
- В колыбели человек (М. Табачников), исп. Алла Иошпе
- Верните мне лето (В. Малежик), исполняют Вячеслав Малежик и Екатерина Семёнова
- Ветерок надежды (З. Бинкин), исп. ВИА «Синяя птица»
- Возле села речка текла (Е. Щекалёв), исп. Татьяна Петрова
- Вы мне теперь не интересны (Я. Дубравин), исп. Людмила Сенчина
- Дарите женщинам цветы (Б. Ривчун), исп. Николай Соловьёв, Ренат Ибрагимов
- Двенадцать месяцев в году (В. Резников), исп. Виктор Резников
- День рождения (В. Мигуля), исп. Владимир Мигуля
- Дождь (С. Касторский), исп. дуэт «Люсена»
- Дочка (В. Добрынин), исп. Иосиф Кобзон
- Дружба звёзд (В. Плешак), исп. Анна Вавилова
- За белою рекой (А. Морозов), исп. Анатолий Королёв, Ярослав Евдокимов
- Зорька алая (А. Морозов), исп. Николай Гнатюк, братья Радченко
- Ишак и соловей (В. Гаврилин), исп. Эдуард Хиль
- Ищу родных (А. Морозов), исп. Эдуард Хиль
- Как пела эта скрипка (О. Кваша), исп. Николай Караченцов
- Легенды расскажут (Г. Мовсесян), исп. Иосиф Кобзон
- Летняя зима (В. Сайко), исп. Сергей Рогожин
- Лишь бы ты меня любил (Я. Дубравин), исп. Людмила Сенчина
- Люблю (Я. Дубравин), исп. Людмила Сенчина, Ирина Понаровская, Эдуард Хиль, ВИА «Лира»
- Любовь, забывшая меня (Б. Ривчун), исп. Вадим Мулерман
- Мгновение любви (Я. Дубравин), исп. Виктор Кривонос, Владислав Качура[3]
- Мой Сочи (В. Шеповалов), исп. Валентина Толкунова
- Моя любовь на пятом этаже (М. Леонидов, Н. Фоменко), исп. бит-квартет «Секрет» (автор строчки «На часах четвёртый час, фонарь Луны давно погас»)
- Море (А. Укупник) исп. Аркадий Укупник
- Наливное яблочко (А. Морозов), исп. Анна Герман
- Наше танго (Я. Дубравин), исп. Валерий Ободзинский, Виктор Кривонос
- Не говорите мне о нём (А. Морозов), исп. Валентина Толкунова
- Не ошибайся пристанью (Н. Гуммерт), исп. Эдуард Хиль
- Обида (А. Морозов), исп. Галина Улётова
- Огонь родного маяка (Я. Дубравин), исп. Эдуард Хиль
- Ода любви (С. Томин), исп. Лев Лещенко
- Остановись, мгновенье (С. Томин), исп. Сергей Захаров
- Осторожно, любовь коротка (В. Дмитриев), исп. Михаил Боярский
- От любви спасения нет (В. Добрынин), исп. Вячеслав Добрынин
- Ох, ты неверный (Я. Дубравин), исп. Валентина Толкунова
- Песенка ни о чём (Б. Потёмкин), исп. Эдита Пьеха
- Песня о Тане Савичевой (Е. Дога), исп. Эдита Пьеха
- Письмо отцу (Я. Дубравин), исп. Иосиф Кобзон
- Поговори со мною, мама (В. Мигуля), исп. Валентина Толкунова, Мария Кодряну
- Придёт апрель (Е. Щекалёв), исп. Галина Шаталова
- Прикажи помиловать (В. Добрынин) исп. ВИА «Пламя»
- Прогулка (В. Добрынин, В. Кретов) исп. ВИА «Синяя птица»
- Распахни поскорее окно (З. Бинкин), исп. ВИА «Поющие сердца»
- Родная страна (Г. Мовсесян), исп. Эдуард Лабковский и КрАПП СА
- Романс ты мой старинный (Я. Дубравин), исп. Сергей Захаров
- С любовью не шутят (З. Бинкин), исп. ВИА «Синяя птица»
- Скрипка (О. Кваша), исп. Сергей Захаров
- Сожаление (Я. Дубравин), исп. Эдуард Хиль
- Спеши всегда (А. Морозов), исп. Эдуард Хиль
- Спортивная (А. Морозов), исп. Эдуард Хиль и Дима Хиль
- Сын (Э. Зарицкий), исп. Нелли Богуславская
- Твой день (Сергей Касторский), исп. Валерий Ободзинский, Владислав Качура[4]
- Тик-так (А. Морозов), исп. Валентина Толкунова
- Ты шагаешь мне навстречу (В. Мигуля), исп. ВИА «Лейся, песня»
- Улетаю в твои глаза (В. Добрынин), исп. Вячеслав Добрынин, ВИА «Здравствуй, песня» (солист — Олег Кацура)
- Четыре чёрненьких чертёнка (И. Николаев), исп. Светлана Медяник
- Шире круг (А. Экимян), исп. Надежда Чепрага
- Эй, гражданка! (А. Укупник), исп. Ирина Понаровская
- Я жду (Р. Майоров), исп. Ксения Георгиади